# Uno (chanson)
Pour les articles homonymes, voir Uno (homonymie).
Singles de Muse
Cave
(1999)
Pistes de Showbiz
Unintended
(7) Sober
(9)
Uno est une chanson du groupe Muse parue en 1999. Il s'agit du tout premier single du groupe, extrait de l'album Showbiz. Malgré un accueil chaleureux par les critiques, il n'atteint qu'au plus haut la 73e place de UK Singles Chart.

## Clips vidéos
Trois vidéos différentes furent produites pour le single; une première prise au milieu de la foule Tower Bridge, entrecoupée d'extraits live, mais qui sera vivement critiquée par le groupe, qui préfèrera la seconde.
Celle-ci met en scène Muse ainsi qu'une jeune femme dans une sorte de labyrinthe, cette dernière cherchant désespérément son chemin entre des portes numérotées tandis que le groupe interprète le morceau dans la salle "111". Complètement perdue, elle se retrouvera à la fin devant la première porte de la vidéo, la « 1 » ("uno" en espagnol).
La dernière vidéo est seulement composée d'interprétations "live" du morceau.

## Formats et liste des pistes

### Vinyle
1. Uno (Version Alternative) - 3 min 45 s
2. Agitated - 2 min 23 s

### CD,
1. Uno - 3 min 40 s
2. Jimmy Kane - 3 min 28 s
3. Forced In - 5 min 10 s

### CD
1. Uno (Version Radio) - 3 min 01 s
2. Pink Ego Box - 3 min 31 s
3. Do We Need This? - 4 min 17 s
4. Uno (Version Album) - 3 min 39 s
5. Muscle Museum video - 3 min 59 s

1. Uno - 3 min 40 s
2. Jimmy Kane - 3 min 28 s
3. Forced In - 5 min 10 s
4. Agitated - 2 min 23 s

### EP
1. Uno - 3 min 38 s
2. Uno (Version Alternative) - 3 min 43 s
3. Jimmy Kane - 3 min 27 s
4. Forced In - 4 min 17 s
5. Agitated - 2 min 22 s